# Râul Nantahala

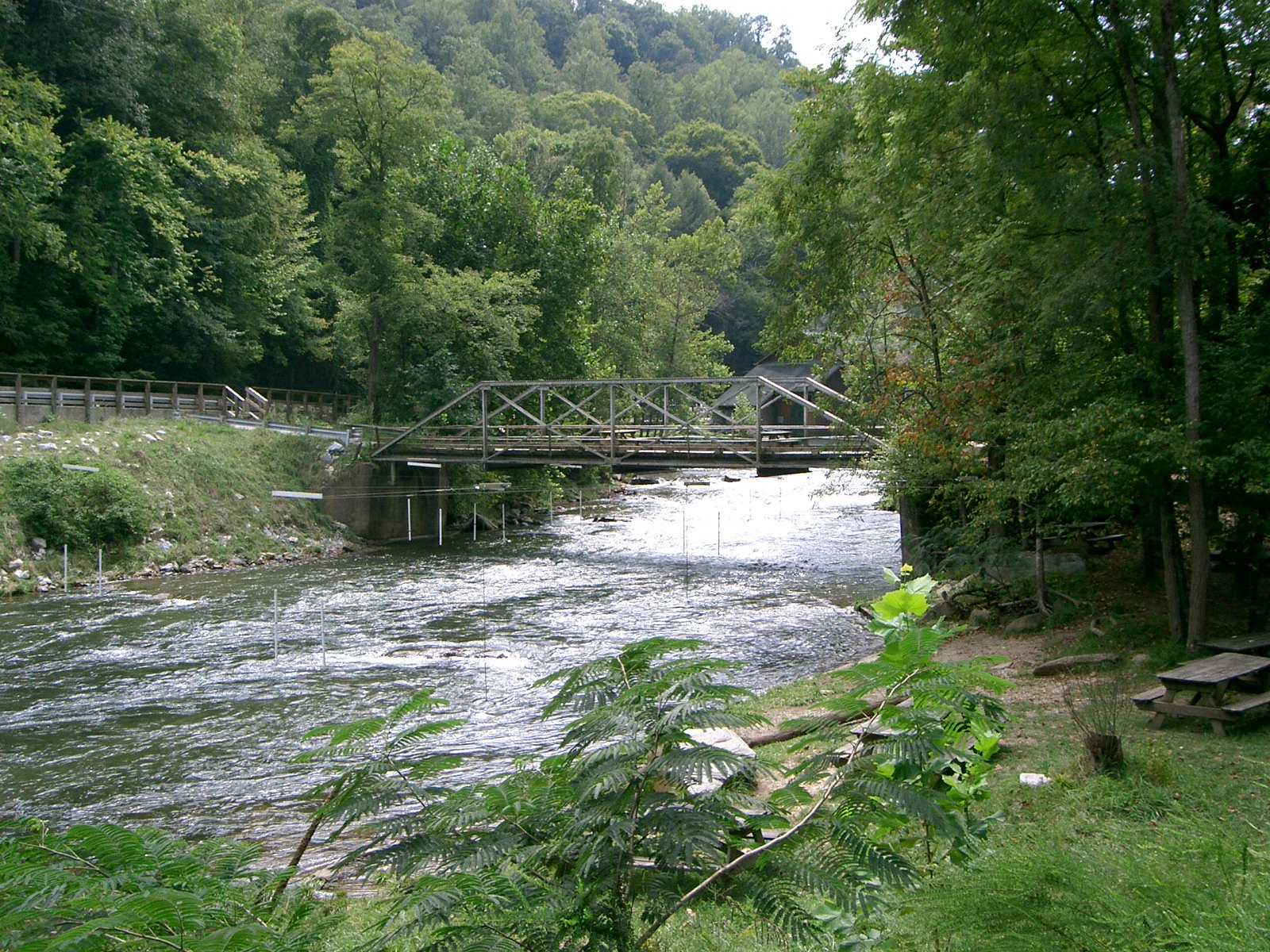
Podul Nantahala și nivelul apei în septembrie.

Râul Nantahala este un râu din partea vestica a statului Carolina de Nord, SUA. Are 64km și curge spre nord, prin Padurea Națională Nantahala, pentru a se vărsa în râul Micul Tennessee. Defileul Nantahala este adesea evocat în legendele Cherokee. În limba Cherokee Nantahala înseamnă „Tărâmul soarelui la miezul zilei”.